# Branko Brumen
Branko Brumen, slovenski pravnik in politik, * 14. julij 1957.
Med letoma 1992 in 1997 je bil član Državnega sveta Republike Slovenije.
vodja kurentovanja - direktor kurentovanja na Ptuju od leta 1995, podpredsednik evropskega združenja karnevalskih mest.